# Hypopterygium arcuatum
Hypopterygium arcuatum là một loài Rêu trong họ Hypopterygiaceae. Loài này được (Hedw.) Müll. Hal. mô tả khoa học đầu tiên năm 1850.